# Ananda sutram
De Ananda sutram is een geschrift met de spirituele en sociale filosofie van de sociaal-spirituele organisatie Ananda Marga. In vijf hoofdstukken en vijfentachtig soetra's met een woord-voor-woordvertaling van het Sanskriet naar het Engels en bij iedere soetra een kort commentaar.
De uitvoerige bespreking van de filosofie is te vinden in de Subhasita Samgraha.

## Inhoud
- Hoofdstuk 1 behandelt de Brahma Chakra, de kringloop van schepselen binnen het Kosmisch Bewustzijn (Brahma).
- Hoofdstuk 2 gaat over Dharma en het wezen van het universum.
- Hoofdstuk 3 handelt over de geest en sadhana.
- Hoofdstuk 4 gaat over de schepping van het universum en  Kundalini.
- Hoofdstuk 5 bespreekt de sociaal-economische theorie PROUT (Progressive Utilization Theory).